# Folie à cinq
Folie à Cinq är rockbandet Sparzanzas femte studioalbum, utgivet februari 2011.

## Låtförteckning
1. "Temple Of The Red-Eyed Pigs" - 3:22
2. "Alone With A Loaded Gun" - 2:44
3. "Mr Fish" - 3:22
4. "Follow Me" - 3:20
5. "Crone Of Bell" - 3:30
6. "Phoenix Down" - 3:21
7. "Night Of The Demons" - 2:54
8. "Eyes Wide Shut" - 3:02
9. "Hell Is Mine" - 3:29
10. "Devil's Rain" - 3:40
11. "The Reckoning" - 3:56